# カビクラリン
カビクラリン(Cavicularin)は、苔類のCavicularia densaから単離される天然のフェノール性二次代謝物である。面不斉と軸不斉を持つことで、単独で旋光を示す天然から単離された初めての大員環化合物である。(+)-カビクラリンの比旋光度は、+168.2°である。また、非常にひずみの大きい分子である。フェノール環のパラ置換体は、平面から約15°湾曲しており、若干舟形をしている。芳香族化合物のこの種の環ひずみは、通常はシクロファンだけが持つ。

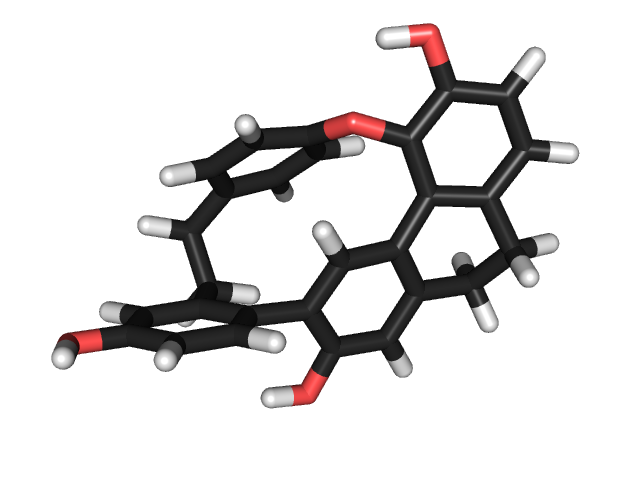
Cavicularin, three-dimensional representation

このコケ類は、四国の石鎚山から収穫できる。一日乾燥させて粉末状にし、5 gをメタノール中で4か月間還流した後、カラムクロマトグラフィー及び薄層クロマトグラフィーで精製することで、2.5 mg(0.049%)のカビクラリンが得られる。

## 全合成
2005年と2011年に、ひずみのないリカルディンCとともに全合成された。2013年には、他のいくつかの合成法やラセミ合成法が報告された。